# Фиттон, Даррелл
Даррелл Фиттон (англ. Darrell Fitton) — английский музыкант и исполнитель электронной музыки из Манчестера. Большая часть его работ выпускается под именами Bola и Jello, в основном на студии звукозаписи Skam Records. Даррелл сотрудничал с такими группами как D-Breeze, Brahma, Ooblo, а также Autechre (им музыкант помогал с записью альбома Incunabula) и с их сторонним совместным проектом Gescom.
По слухам от ноября 2007 Фиттон решил покинуть индустрию музыки, что не помешало ему в январе 2009 года приехать в Россию и выступить с единственным представлением в клубе «16 тонн»

## Биография
Даррелл впервые показался на электронной сцене в 1994 на ныне печально известном сборнике Artificial Intelligence II, выпущенном Warp Records. В 1995 он вернулся с пластинкой 1, записанной на Skam Records, на этот раз под более известным слушателям псевдонимом Bola. Редкий сборник, состоящий из 3 EP под названием Shapes, был выпущен в 2000 году тиражом всего 300 копий, а в сентябре 2006, он прошёл ремастеринг и был переиздан Skam в большем количестве с несколькими дополнительными композициями.

## Дискография

### Альбомы
- Bola — Soup (1998, Skam Records; прошёл ремастеринг и был переиздан с новой обложкой в 2003)
- Bola — Fyuti (2001, Skam Records)
- Jello — Voile (2002, Peacefrog Records)
- Bola — Gnayse (2004, Skam Records)
- Bola — Shapes (2006, Skam Records; эта версия альбома, прошедшая ремастеринг и переиздание; в неё было добавлено 3 композиции, отсутствующие в оригинальном издании)
- Bola — Kroungrine (2007, Skam Records)
- Bola — D.E.G. (2017, Skam Records).

### Синглы и EP
- Bola — 1 (1995, Skam Records)
- Bola — KS (1998, Skam Records)
- Bola — Mauver (2000, Skam Records)
- Bola — Shapes (2000, Skam Records; тираж 300 копий)
- Bola — Pae Paoe (2001, Skam Records)
- Jello — Chamchimzee (2002, Peacefrog Records)
- Jello — Lungbone (2003, Peacefrog Records)
- Bola — Shushang Sunlight Coalition (готовится к выпуску)

## Интересные факты
Многие заголовки работ Даррелла используют каламбуры со словом «Bola»:
- «Bola» вместе с «KS» образуют «bollocks» (груб. яйца, чепуха)
- «Bola» вместе с «Soup» образуют «bowl o' soup» (тарелка супа)
- «Bola» вместе с «Mauver» образуют «bowl 'em over» (сбей их с толку)
- «Fyuti» вместе с «Bola» образуют «footie ball» (футбол)
- «Bola» вместе с «Gnayse» образуют «bolognese» (соус Болоньезе)
- «Kroungrine» вместе с «Bola» образуют «Crown Green Bowls» (боулз — игра в шары на лужайке)

Альбом Kroungrine музыкант первоначально хотел назвать Waknut.